# Xã Rice, Quận Clearwater, Minnesota
Xã Rice (tiếng Anh: Rice Township) là một xã thuộc quận Clearwater, tiểu bang Minnesota, Hoa Kỳ. Năm 2010, dân số của xã này là 158 người.